# Nymphoides cristata
Nymphoides cristata là một loài thực vật có hoa trong họ Menyanthaceae. Loài này được (Roxb.) Kuntze mô tả khoa học đầu tiên năm 1891.